# Crespiano
Crespiano è una frazione del comune di Comano, nella provincia di Massa e Carrara, in Toscana.
Il borgo è situato alle falde del monte Linari.

## Monumenti e luoghi d'interesse
La sua attrazione principale è la pieve di Santa Maria Assunta, che sorge isolata nel fondovalle del Taverone, tra Licciana e Comano. Documentata per la prima volta in una bolla di papa Eugenio III nel 1143, la sua costruzione è però precedente, come testimonia la lapide murata alla base del campanile risalente all'anno 1079 ed ora visibile all'interno della sagrestia.